# 양카 쿠팔라

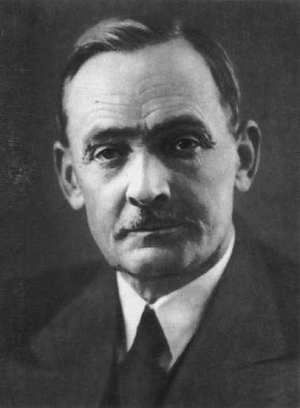
양카 쿠팔라

양카 쿠팔라(벨라루스어: Янка Купала, 1882년 ~ 1942년 6월 28일)는 벨라루스의 시인, 작가이다.